# Zolotoj poloz
Zolotoj poloz (Золотой полоз) è un film del 2007 diretto da Vladimir Makeranec.

## Trama
Il film racconta degli abitanti degli Urali alla ricerca dell'oro, durante i quali iniziano ad apparire in loro adulazione, rabbia o viceversa, gentilezza e lealtà.